# مطثية لوزية
مطثية لوزية (الاسم العلمي:Clostridium amygdalinum) هي نوع من البكتيريا يتبع جنس المطثية من الفصيلة المطثاوية.